# 이승준 (농구 선수)
이승준(에릭 샌드린, Eric Sandrin, 1978년 3월 18일 ~ )은 미국 출신 대한민국의 3X3농구 선수로 현재 동생 이동준과 함께 알랍 필리피나스에서 뛰고 있다.
미국 시애틀의 퍼시픽 대학교를 나온 후, 2004년에 미국의 벨라뷰 블랙호크스팀으로 데뷔하였다.
2007년 울산 모비스 피버스팀으로 대체외국선수로 KBL에 입성했다.
2010년 아시안 게임에서 뛰어난 활약을 보이며 대한민국 농구 국가대표팀이 은메달을 획득하는데 기여를 하였다.
KBL 올스타전 덩크슛 콘테스트에서 통산4번째 덩크왕을 차지하는 기념을 토하기도 하였다.
- 2004년 ~ 2005년 벨라뷰 블랙호크스
- 2005년 할렘 글로브트로터스
- 2005년 ~ 2006년 벨링햄 슬램
- 2006년 ~ 2007년 CAB 마데이라
- 2007년 ~ 2008년 울산 모비스 피버스
- 2008년 ~ 2009년 싱가포르 슬링거스
- 2009년 ~ 2012년 서울 삼성 썬더스
- 2012년 ~ 2015년 원주 동부 프로미
- 2015년 ~ 2016년 서울 SK 나이츠
- 2016년 ~ 현재 알랍 필리피나스

## 사건
2013년 1월 27일, 폭행 혐의로 동생 이동준과 함께 불구속 입건됐는데, 그럼에도 불구하고 KBL 올스타전에 출전해 논란이 일었다.